# ミンダナオオオヤママユ
ミンダナオオオヤママユ（Attacus caesar）は、鱗翅目ヤママユガ科に分類されるガの一種。別名オオヨナグニサン。

## 分布
フィリピン南部に生息する 。

## 形態
翼開長が255 mmで、記録されている蛾の中ではナンベイオオヤガに次いで世界で2番目に大きい蛾。

## 近縁種
本種の仲間は主に東アジアに生息する。
ヨナグニサン A.atlas　インドから東南アジア、中国、台湾、日本にかけて幅広く分布。日本では八重山諸島のみに亜種のA. a. ryukyuensisが生息する。
ヘラクレスサンCoscinocera hercules ニューギニア島とオーストラリア北部に生息。